# Samariterdilemma
Das Samariterdilemma ist ein mathematisches Spiel aus der Spieltheorie. Es modelliert die Situation zweier Akteure, von denen einer hilfsbedürftig ist und der andere Hilfe leisten kann. Das Samariterdilemma dient häufig als Argumentation gegen den Wohlfahrtsstaat bzw. gegen Transferleistungen.
Der Hilfsbedürftige kann sich mit der Unterstützung des Samariters bemühen, seine Situation zu verbessern, oder er kann sich auf die fortwährende Hilfeleistung des Samariters verlassen, ohne sich zu bemühen. Das Dilemma besteht darin, dass der Nutzen für den Hilfsbedürftigen in beiden Fällen identisch ist, das heißt, dass es für ihn keinen Anreiz gibt, sich aus der Hilfsbedürftigkeit und der Abhängigkeit vom Samariter zu befreien.
Die Bezeichnung Samariterdilemma wurde geprägt durch den gleichnamigen Artikel des Ökonomen James M. Buchanan aus dem Jahr 1975. Die Bezeichnung nimmt Bezug auf das biblische Beispiel des barmherzigen Samariters.
Der Ausweg aus diesem Dilemma, bei mehrmaligem Spiel, ist strategisches Verhalten. Laut Buchanan muss der Samariter dem Hilfsbedürftigen glaubhaft vermitteln, dass er bereit ist, seine Unterstützungsleistung einzustellen. So soll er den Hilfsbedürftigen dazu ermuntern, sich durch Engagement und mit vorübergehender Unterstützung des Samariters aus seiner Hilfsbedürftigkeit zu befreien.

## Beschreibung der Situation
Zur Veranschaulichung stellte Buchanan dieses Dilemma spieltheoretisch als soziales Dilemma dar:
|           |              | Spieler 2  |                 |
|           |              | Engagement | Kein-Engagement |
| Spieler 1 | Nicht-Helfen | 2/2        | 1/2             |
| Spieler 1 | Helfen       | 4/3        | 3/4             |

## Historische Wurzel
Eine frühe Struktur des Samariterdilemmas formulierte bereits Thomas Robert Malthus, um die Armenfürsorge in England ab 1795 zu schwächen: Werden die Armen finanziell unterstützt, würden diese nur dem Müßiggang frönen und zu viele Kinder (Bevölkerungsdruck) zeugen, immer weniger seien dann zu Arbeitsleistung motivierbar. Malthus argumentierte, es sei besser die Armen (redundant population lt. Malthus 1798, S. 19) verhungern zu lassen, da die exponentielle Zunahme der Armen zu viele Ressourcen verbrauche und dann umso mehr und erst recht verhungern müssten. Von den Armengesetzkommissaren (siehe auch Armengesetz 1834) wurde Malthus’ Argumentation zur Legitimation von Verschärfungen gegenüber den „Paupern“ übernommen.